# Heinrich Schweiger
Heinrich Schweiger (né le 13 février 1922 à Vienne, mort le 14 juillet 2009 à Salzbourg) est un acteur autrichien.

## Biographie
Heinrich Schweiger suit les cours du Max Reinhardt Seminar et fait ses débuts au théâtre en 1947. Il vient pour la première fois au Theater in der Josefstadt l'année suivante puis au Burgtheater en 1949 dont il intègre l'ensemble.
En 1956, il a un engagement au Bayerisches Staatsschauspiel à Munich puis au Théâtre de Düsseldorf. Il revient au Burgtheater en 1961 et tient de grands rôles.
Au festival de Salzbourg, il interprète pendant douze ans le Diable ou Mammon.
Au cinéma, Heinrich Schweiger joue dans de très différentes productions. Le plus souvent, il joue des personnages de haut rang comme Napoléon Bonaparte ou le Pape.
Schweiger épouse en troisièmes noces en 1983 la journaliste Ursula Stenzel.

## Filmographie sélective
Cinéma
- 1953 : Une nuit à Venise (de)
- 1953 : Franz Schubert – Ein Leben in zwei Sätzen (de)
- 1954 : Das Licht der Liebe
- 1959 : Das schöne Abenteuer
- 1961 : Jedermann (de)
- 1962 : Deutschland – deine Sternchen (de)
- 1963 : Elf Jahre und ein Tag
- 1968 : Oui à l'amour, non à la guerre
- 1968 : L'Auberge des plaisirs
- 1971 : Trotta
- 1971 : Kinderarzt Dr. Fröhlich
- 1972 : À la guerre comme à la guerre de Bernard Borderie
- 1972 : Sie nannten ihn Krambambuli
- 1972 : Meine Tochter – Deine Tochter
- 1972 : Le Hurlement des loups
- 1973 : Blau blüht der Enzian
- 1973 : Crazy – total verrückt
- 1973 : Traumstadt
- 1974 : Zwei im siebenten Himmel
- 1976 : Bomber & Paganini
- 1976 : Die Elixiere des Teufels (de)
- 1978 : Der Mann im Schilf
- 1981 : Jägerschlacht
- 1986 : Echo Park (de)
- 1987 : Der Madonna-Mann
- 1996 : Der Unfisch
- 1996 : Die Schuld der Liebe
- 1996 : Der Bockerer II – Österreich ist frei (de)
- 2000 : Der Bockerer III – Die Brücke von Andau (de)
- 2003 : Der Bockerer IV – Prager Frühling (de)

Téléfilms
- 1962 : Becket oder Die Ehre Gottes
- 1964 : Professor Bernhardi
- 1968 : Tragödie auf der Jagd
- 1979 : Die großen Sebastians
- 1980 : Georg Friedrich Händels Auferstehung
- 1982 : Ein Kleid von Dior
- 1986 : Flucht ohne Ende
- 1986 : Erdsegen
- 1995 : Ein Richter zum Küssen
- 2001 : Edelweiß
- 2002 : Ein Hund kam in die Küche

Séries télévisées
- 1972–1976 : Die Abenteuer des braven Soldaten Schwejk (6 épisodes)
- 1975 : Tatort: Urlaubsmord (de)
- 1979 : Tatort – Der King
- 1980-1983 : Ringstraßenpalais (de)
- 1983 : Tatort – Blütenträume
- 1991 : Die Strauß-Dynastie
- 1994, 2004 : Rex, chien flic (deux épisodes)
- 2006 : Der Winzerkönig – Am Scheideweg

## Source de la traduction
- (de) Cet article est partiellement ou en totalité issu de l’article de Wikipédia en allemand intitulé « Heinrich Schweiger » (voir la liste des auteurs).